# Ian Fray
Ian Fray (Coconut Creek, 27 de noviembre de 1998) es un futbolista estadounidense que juega de defensa para el Inter de Miami de la Major League Soccer.

## Biografía
Tras empezar a formarse como futbolista en las categorías inferiores del Inter de Miami, finalmente fue convocado por el primer equipo en la temporada de 2023, haciendo su debut el 18 de mayo de 2023 en la Major League Soccer contra el Nashville SC tras sustituir a Ryan Sailor en el minuto 66.

## Clubes
| Club              | País           | Año       | Partidos | Goles |
| ----------------- | -------------- | --------- | -------- | ----- |
| Inter de Miami II | Estados Unidos | 2020-2024 | 14       | 1     |
| Inter de Miami    | Estados Unidos | 2021-     | 45       | 3     |

## Palmarés

### Campeonatos nacionales
| Título             | Club           | País           | Año  |
| ------------------ | -------------- | -------------- | ---- |
| Leagues Cup        | Inter de Miami | Estados Unidos | 2023 |
| Supporters' Shield | Inter de Miami | Estados Unidos | 2024 |